# Altopiano di Casera Razzo
L’Altopiano di Casera Razzo è un altopiano situato in Italia, in Veneto, all'interno del territorio del comune di Vigo di Cadore, raggiungibile percorrendo la Strada statale 619.

## Geografia
Si sviluppa ad un'altezza media di 1.800 m s.l.m., ai piedi del Gruppo dei Brentoni. Ricco di ampi pascoli che superano i duecento ettari, è costellato da casere, rifugi e baite. L'omonima malga, presso la Sella di Razzo, dispone anche di un punto vendita ove è possibile acquistare e degustare prodotti tipici e di un piccolo caseificio utilizzato per la lavorazione del latte. Sono presenti anche due strutture con punto ristoro, il rifugio Tenente Fabbro e la Baita Ciampigotto. 
Luogo di partenza di numerosi itinerari escursionistici, è anche attraversato dall'Alta via n. 6. Zona di forte innevamento, è meta ideale anche per praticare sci di fondo e ciaspolate. Vi nasce il torrente Frison, torrente che sfocia nel Piave presso Campolongo. Alla sua destra orografica, ben visibile dall'altopiano, si staglia il Monte Terza Grande. Famosa per le visite di Giovanni Paolo II è invece la foresta delle Maccarine, poco distante dall'altopiano.
Nei pressi della casera, e vicino a Col Marende, è stato recentemente scoperto un rock glacier. Si trova ad una profondità di circa dieci metri e ha un volume compreso tra il milione e il milione e mezzo di metri cubi. Nella parte frontale del deposito, gli spessori delle masse di ghiaccio superano anche i 10 m.

## Malghe

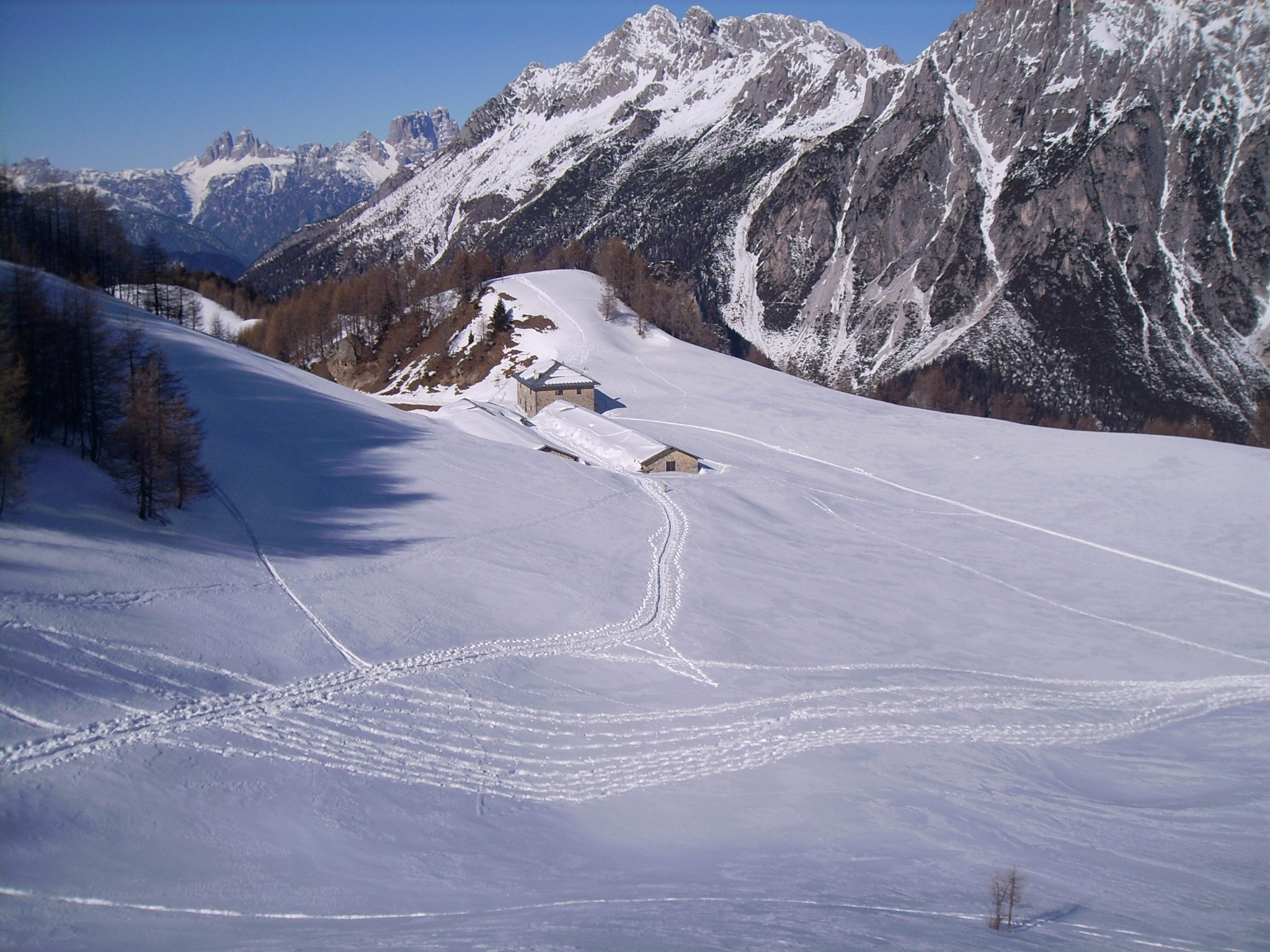
Malga Doana

L’Altopiano ospita la casera omonima, la Casera Sottopiova (pascolo di manze da carne), la Casera Federata (un tempo pascolo di vitelle, ora di cavalli), la casera Ampiadè (pascolo di caprini e ovini) e la casera Campo (pascolo di armente). Attigue all’altopiano ci sono poi le malghe Pian de Sire e Losco (Lorenzago di Cadore), Doana (Domegge di Cadore), Mediana (Sauris) e Chiansavièt (Socchieve).

## Galleria d'immagini

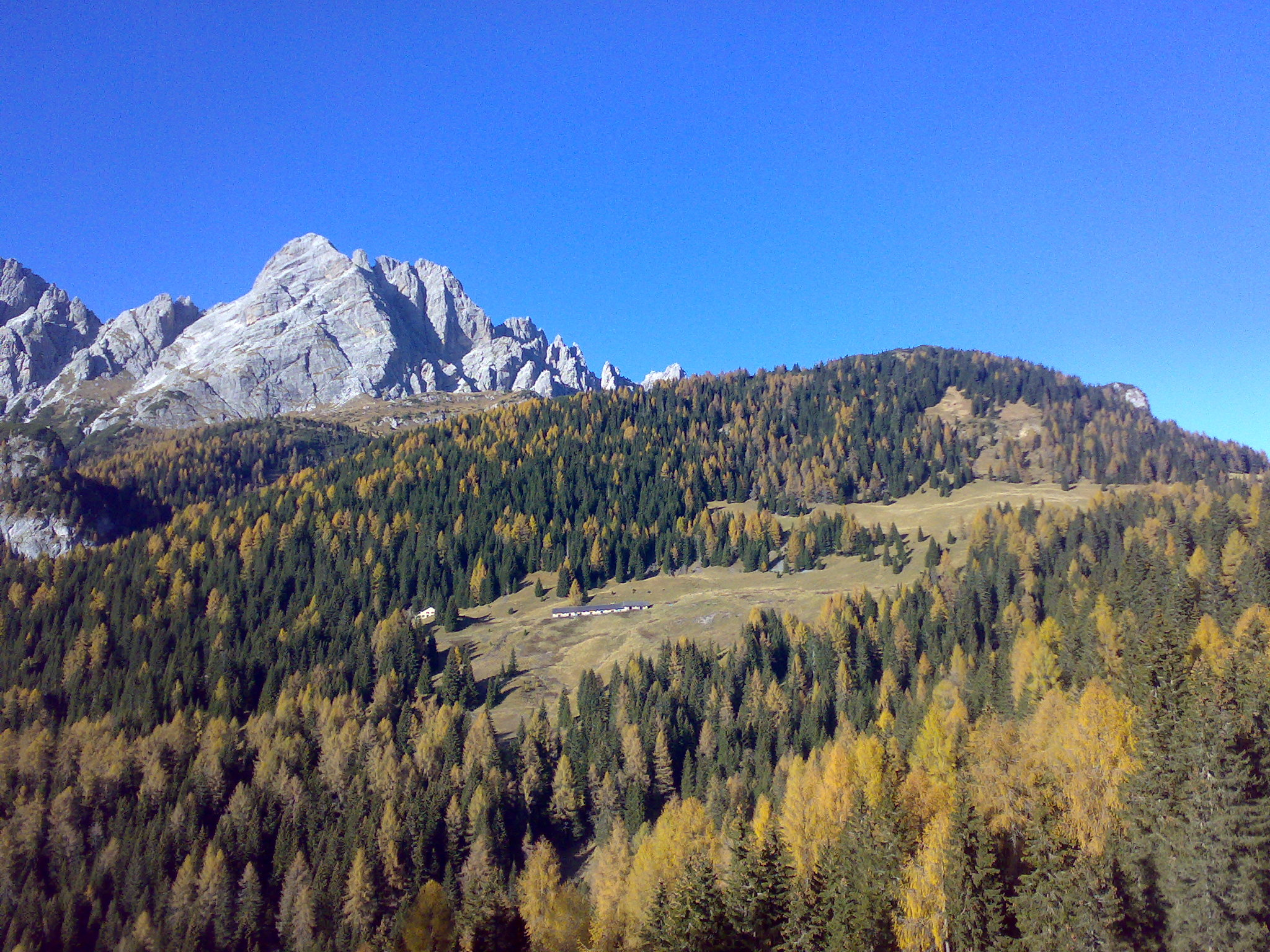
Gruppo dei Brentoni e casera Losco dai pressi dell'altopiano.
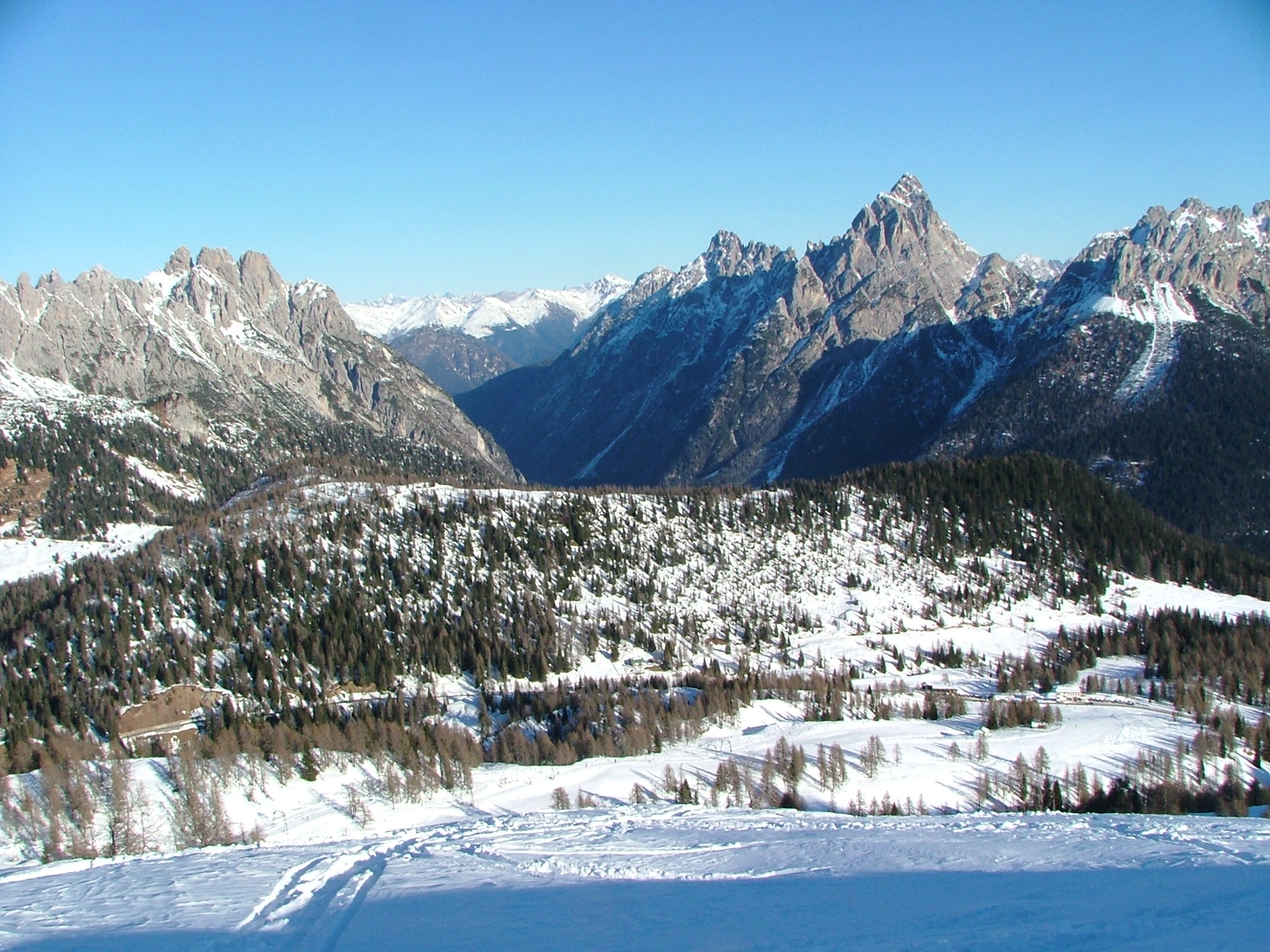
Il Monte Terza Grande dall'altopiano.